# Tipografia Universul
Tipografia Universul este o tipografie din România.
Compania deține 1,4 hectare de teren și 4.000 de metri pătrați construiți în București.
Tipografia Universul este controlată de omul de afaceri american Jonathan Mann care deține 91,34% din acțiuni.
Cifra de afaceri în 2005: 1 milion euro